# Tảo Trang
Tảo Trang (tiếng Trung: 棗莊市; bính âm: Zǎozhuāng Shì; Hán-Việt: Tảo Trang thị) là một địa cấp thị của tỉnh Sơn Đông, Trung Quốc.

## Hành chính
Địa cấp thị Tảo Trang quản lý 6 đơn vị cấp huyện, bao gồm 5 quận nội thành và 1 thành phố cấp huyện.
- Khu Thị Trung (市中区)
- Khu Tiết Thành (薛城区)
- Khu Sơn Đình (山亭区)
- Khu Dịch Thành (峄城区)
- Khu Đài Nhi Trang (台儿庄区)
- Thành phố cấp huyện Đằng Châu (滕州市)

Các đơn vị này được chia ra 62 Đơn vị cấp hương, bao gồm 44 trấn, 2 hương và 16 nhai đạo.